# Островерховка (Полтавская область)
Островерховка (укр. Островерхівка) — село,
Беленченковский сельский совет,
Гадячский район,
Полтавская область,
Украина.
Код КОАТУУ — 5320480406. Население по переписи 2001 года составляло 164 человека.

## Географическое положение
Село Островерховка находится между сёлами Беленченковка и Ореханово (0,5 км).
По селу протекает пересыхающий ручей с запрудой.
Рядом проходит автомобильная дорога Т-1705.

## История
- 1870 — дата основания.